# Géo Lefèvre
Géo Lefèvre (1877–1961) là một nhà báo thể thao người Pháp và là người khởi xướng ý tưởng cho Tour de France.
Lefèvre đã đề xuất ý tưởng Tour de France tại cuộc gặp với Henri Desgrange, biên tập viên của nhật báo L'Auto như một cách nhằm thúc đẩy lượng phát hành của tờ báo này. Desgrange quyết định tuyển Lefèvre từ tờ nhật báo thể thao đối thủ Le Vélo sang làm phóng viên bóng bầu dục và đua xe đạp cho tờ báo của mình. Lefèvre chơi được cả hai môn thể thao nhưng đam mê môn đua xe đạp hơn. Khi số lượng phát hành của tờ L'Auto không phù hợp với kỳ vọng của những người ủng hộ, Lefèvre là người trẻ tuổi nhất tại một hội nghị về khủng hoảng được tổ chức ở tầng một của văn phòng L'Auto ở đường Faubourg Montmartre tại thủ đô Paris. Trong các cuộc phỏng vấn về sau này, Lefèvre cho biết chính ông đề nghị tổ chức một cuộc đua sáu ngày vòng quanh nước Pháp chỉ vì ông không thể nghĩ ra được điều gì khác để nói trong hội nghị này.
Desgrange nói: "Theo tôi hiểu, Géo thân mến, anh đang đề xuất một Tour de France". Tên gọi này từng được sử dụng trước đây, đặc biệt là trong các cuộc đua xe hơi, chẳng hạn như Tour de France Automobile lần đầu tiên được tổ chức vào năm 1899, nhưng đây là lần đầu tiên nó được sử dụng trong môn đua xe đạp. Desgrange đưa Lefèvre đi ăn trưa và hai người thảo luận về ý tưởng này qua chầu cà phê. Chỉ khi kế toán của tờ báo tên là Victor Goddet nói rằng ông sẽ chi tiền của công ty để đổ vào việc thực hiện kế hoạch thì Desgrange mới chấp nhận ý tưởng này. Tuy vậy, ông không tin điều đó hoàn toàn vì đã rời khỏi Tour đầu tiên vào năm 1903 và chỉ định Lefèvre làm giám đốc cuộc đua này và đánh giá ở cả chặng đầu và chặng cuối, sau màn tranh tài bằng tàu hỏa, bỏ lỡ chặng cuối ở Lyon.
Géo Lefèvre cũng đóng một vai trò quan trọng trong những ngày đầu của môn thể thao đua xe đạp việt dã.